# Eusebio Unzué
Eusebio Unzué Labiano (Orcoyen, Navarra, 26 de fevereiro de 1955) é o gerente geral da equipa ciclista profissional Movistar Team.
É irmão de Juan Carlos Unzué, ex jogador de futebol e actual treinador do Celta de Vigo. São também conhecidos pela empresa familiar que têm em Orkoien, Piensos Unzué.

## Biografia
Iniciou-se no mundo do ciclismo nas fileiras da equipa de Irurzun, o Irurzungo Novo Legarra, em categoria juvenil nas temporadas 1970-72. Daí passo a ser o diretor desportivo do Reynolds amador em 1973, no que se manteve até ao ano 1984, no que deu o salto à equipa profissional navarro.
Na atualidade a sua equipa, o Movistar Team, mantém a mesma estrutura da antiga equipa ciclista Banesto, que tem sofrido durante o tempo várias mudanças de denominação pela chegada de novos patrocinadores (ibanesto.com , Illes Balears, Caisse d'Epargne). Anteriormente a equipa Banesto era o já citado Reynolds.
Unzué foi o diretor durante a época dourada de Banesto, com as cinco Voltas a França consecutivos ganhados por Miguel Indurain como máximo expoente. Outros sucessos com Unzué como diretor foram os conseguidos por Perico Delgado, Abraham Olano, Chava Jiménez, Óscar Pereiro, Alejandro Valverde e Nairo Quintana.